# Тирер, Хаим
Хаим бен Соломон Тирер, известный как Хаим Черновицер (1760— 6 декабря 1817) (ивр. חיים בן שלמה טירר‎) — хасидский раввин и каббалист.

## Биография
Уроженец Бучача (в Галиции). До 1807 года на протяжении 18 лет возглавлял еврейскую общину Черновиц. Затем сменил Залмана Шаргородского на посту раввина Кишинёва (был избран главой городского кагала), где в 1812 году основал Большую синагогу на Азиатской улице на правом берегу реки Бык (им же не позднее 1812 года была заложена и первая еврейская больница города). Был раввином в пяти разных городах, среди них также Могилёв-на-Днестре и Ботошани, после поселился в Иерусалиме. Умер в Иерусалиме в 1817 году. Похоронен в пещере на еврейском кладбище в Цфате.

## Публикации
Является автором: «Sidduro shel Shabbat», каббалистических поучений на шаббатние темы (Порик, 1818).; «Be’er Mayim Ḥayyim», повесть о Пятикнижии, в двух частях (Черновиц, 1820, 1849); «Sha’ar ha-Tefillah», каббалистические размышления о молитве (Судилков, 1837); «Ereẓ ha-Ḥayyim» состоит из двух частей: (1) гомилетический комментарий к Невиим и Ктувим и (2) novellæ к трактату Брахот (Черновиц, 1861). Он упоминается Сендером Маргалиотом в его респонсе на Шулхан арух, Эвен Хаэзер.